# Johann Schneider-Ammann

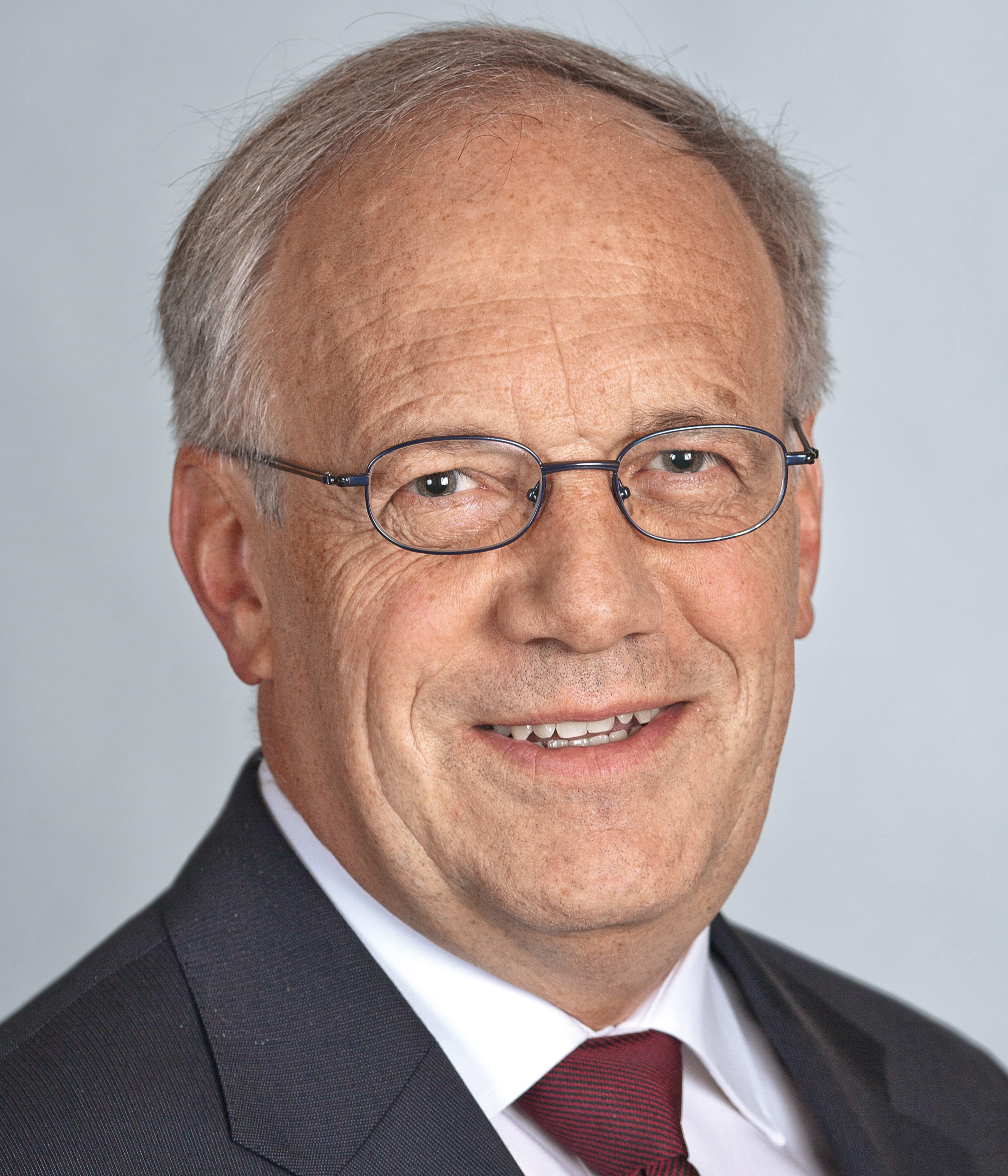
Johann Schneider-Ammann (2011)

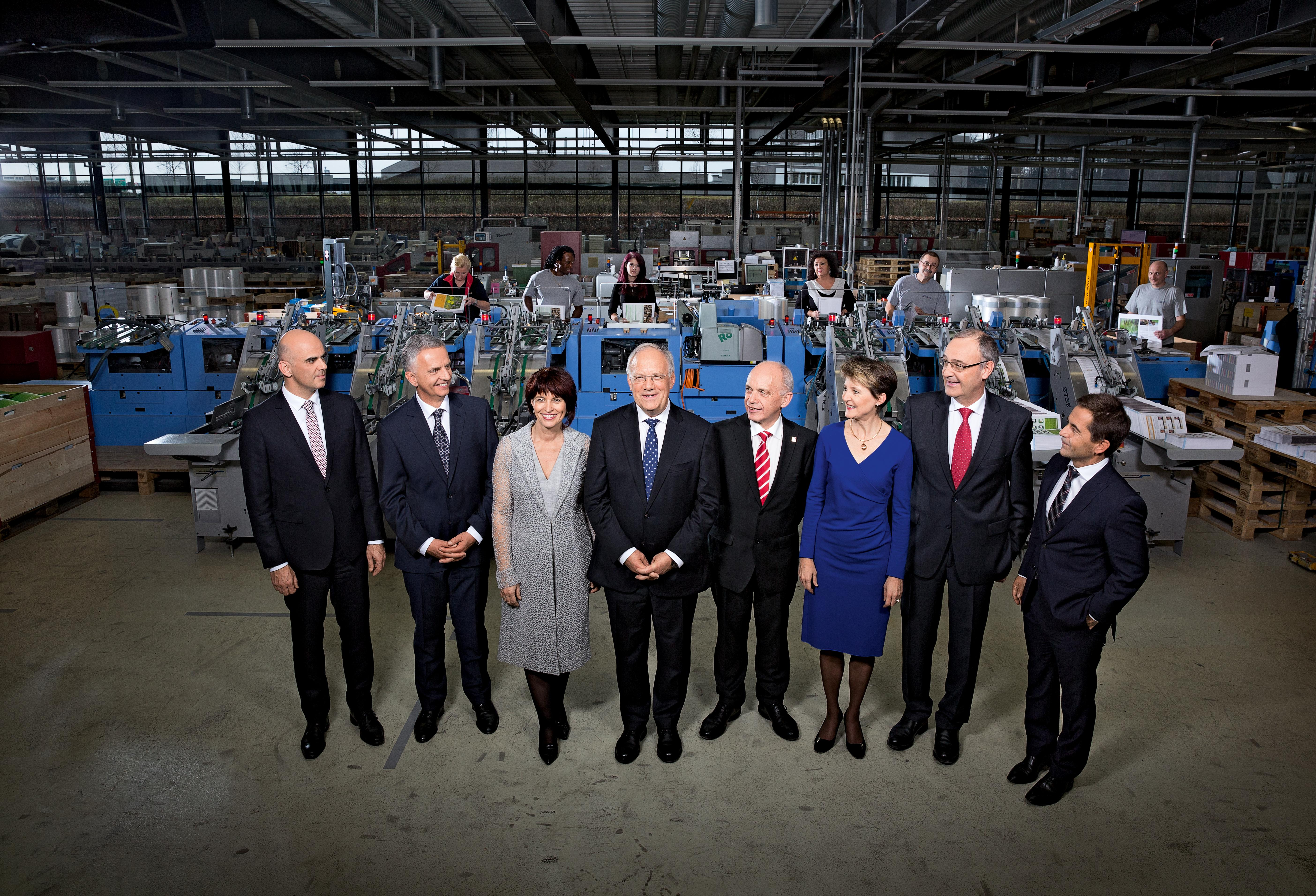
Johann Schneider-Ammann (vierte Position von links) auf dem offiziellen Bundesratsfoto 2016

Johann Niklaus Schneider-Ammann (* 18. Februar 1952 als Johann Niklaus Schneider in Sumiswald;  heimatberechtigt in Hasle bei Burgdorf) ist ein Schweizer Unternehmer und Politiker (FDP). Vom 1. November 2010 bis 31. Dezember 2018 war er Bundesrat und Vorsteher des Eidgenössischen Departements für Wirtschaft, Bildung und Forschung (WBF), 2016 Bundespräsident.

## Leben und Wirken
Schneider-Ammann studierte Elektrotechnik an der ETH Zürich und schloss 1977 mit dem Diplom ab. 1982/83 erwarb er einen Master of Business Administration an der Schule Insead in Fontainebleau bei Paris. 1978 wurde er Projektleiter bei Oerlikon-Bührle, 1981 trat er ins Maschinenbauunternehmen der Familie seiner Ehefrau Katharina Schneider-Ammann ein, zunächst als Prokurist, seit 1990 als Präsident der Ammann Group. Seit der Teilnahme der Ammann Group an der Sanierung der Mikron Technology Group im Jahr 2003 war er dort Präsident des Verwaltungsrates, dem er zuvor schon als Mitglied angehört hatte. Seit 1998 war er auch Mitglied des Verwaltungsrates der Swatch Group in der obersten Muttergesellschaft The Swatch Group SA. Hinzu kamen weitere Verwaltungsratsmandate namentlich in der Ammobilien AG (Langenthal), in der Belenos Clean Power Holding AG (Biel), in der Glas Trösch Holding AG (Bützberg), in der Insys Industriesysteme AG (Münsingen), in der Madisa AG (Bern), und in der Mikron Holding AG (Biel).
Seit 1999 präsidierte Schneider-Ammann auch den Verband der schweizerischen Maschinen-, Elektro- und Metallindustrie Swissmem; zudem war er Vizepräsident des Wirtschaftsdachverbands Economiesuisse. Er engagierte sich auch in der Vereinigung Schweizer Unternehmer in Deutschland (VSUD) und in der Volkswirtschaftlichen Gesellschaft des Kantons Bern.
In den Nationalrat wurde Schneider-Ammann bei den Wahlen 1999 gewählt und bei denjenigen von 2003 und 2007 bestätigt. Er gehörte dort der parlamentarischen Kommission für Wirtschaft und Abgaben (WAK) an. Johann Schneider-Ammann wurde am 22. September 2010 in der Ersatzwahl für Hans-Rudolf Merz mit 144 Stimmen im fünften Wahlgang in den Bundesrat gewählt. Dieser teilte ihm am 27. September 2010 das Eidgenössische Volkswirtschaftsdepartement (EVD) zu, das zuvor von Bundesrätin Doris Leuthard geführt worden war. 2016 war er Bundespräsident. Am 25. September 2018 gab Schneider-Ammann seinen Rücktritt per 31. Dezember desselben Jahres bekannt.
2017 und 2018 nahm Schneider-Ammann an der Bilderberg-Konferenz teil.
In einem höchst umstrittenen Brief an die Rentner und Rentnerinnen der Schweiz hat Schneider-Ammann im Februar 2024 als ehemaliger Bundesrat 
erfolglos versucht, sich gegen die Einführung einer 13. AHV Rente zu stemmen. Die Rechtmässigkeit der Beschaffung der entsprechenden alterssortierten Adressen ist nicht abschliessend geklärt.
Schneider-Ammann ist verheiratet, hat zwei Kinder und wohnt in Langenthal. Er war Oberst im Generalstab der Schweizer Armee. Langenthal verlieh ihm 2010 und Affoltern im Emmental 2012 das Ehrenbürgerrecht.

## Auslandbesuche als Bundespräsident 2016
| Datum                 | Ort                                        | Hauptgrund |
| --------------------- | ------------------------------------------ | --- |
| 15. Januar            | Brüssel ( Belgien)                         | Treffen mit EU-Kommissionspräsident Jean-Claude Juncker |
| 23. Januar            | Colmar ( Frankreich)                       | Treffen mit dem französischen Staatspräsidenten François Hollande |
| 28. Januar            | Wien ( Österreich)                         | Treffen mit dem österreichischen Bundespräsidenten Heinz Fischer und dem österreichischen Wirtschaftsminister Reinhold Mitterlehner                                                                                                   |
| 4. Februar            | London ( Vereinigtes Königreich)           | Teilnahme an der Konferenz „Supporting Syria & the Region“ |
| 27. Februar           | Teheran ( Iran)                            | Staatsbesuch, u. a. Treffen mit dem iranischen Präsidenten Hassan Rohani |
| 14. und 15. März      | Hannover ( Deutschland)                    | Eröffnung der CeBIT, gemeinsam mit dem deutschen Vizekanzler Sigmar Gabriel und Rundgang über die Messe mit der deutschen Bundeskanzlerin Angela Merkel. Die Schweiz war Partnerland der CeBIT 2016.                                  |
| 31. März und 1. April | Washington, D.C. ( Vereinigte Staaten)     | Teilnahme am Nuklearen Sicherheitsgipfel und Treffen mit dem amerikanischen Präsidenten Barack Obama |
| 6. bis 9. April       | Peking und Shanghai ( Volksrepublik China) | Treffen mit dem chinesischen Präsidenten Xi Jinping, dem chinesischen Premierminister Li Keqiang und dem Vorsitzenden des Nationalen Volkskongresses Zhang Dejiang, sowie Treffen mit Politikern und Wirtschaftskreisen               |
| 6. und 7. Mai         | Vatikanstadt und Rom ( Italien)            | Audienz bei Papst Franziskus und Besuch der Päpstlichen Schweizergarde |
| 19. Juni              | Lille ( Frankreich)                        | Besuch des Gruppenspiels Schweiz – Frankreich an der Euro 2016 |
| 11. bis 13. Juli      | Singapur ( Singapur)                       | Staatsbesuch; Treffen mit Präsident Tony Tan Keng Yam und Premierminister Lee Hsien Loong |
| 13. und 14. Juli      | Seoul ( Südkorea)                          | Treffen mit Präsidentin Park Geun-hye |
| 15. und 16. Juli      | Ulaanbaatar ( Mongolei)                    | Teilnahme am Asia-Europe Meeting |
| 3. August             | Bogotá ( Kolumbien)                        | Treffen mit dem kolumbianischen Präsidenten Juan Manuel Santos |
| 4. bis 7. August      | Brasília und Rio de Janeiro ( Brasilien)   | - Treffen mit Vertretern der brasilianischen Regierung - Besuch der Eröffnungsfeier und verschiedener Wettkämpfe der Olympischen Sommerspiele 2016 - Treffen mit dem Präsidenten des Internationalen Olympischen Komitees Thomas Bach |
| 7. und 8. September   | Brüssel und Eupen ( Belgien)               | Teilnahme am Treffen der deutschsprachigen Staatsoberhäupter |
| 9. und 10. September  | Valletta ( Malta)                          | Staatsbesuch, u. a. Treffen mit der maltesischen Präsidentin Marie Louise Coleiro Preca und dem maltesischen Premierminister Joseph Muscat                                                                                            |
| 21. und 22. September | New York City ( Vereinigte Staaten)        | Teilnahme an der UNO-Generalversammlung |
| 30. September         | Jerusalem ( Israel)                        | Teilnahme an den Trauerfeierlichkeiten für den ehemaligen israelischen Staatspräsidenten Schimon Peres |
| 13. und 14. Oktober   | Wien ( Österreich)                         | Treffen mit dem österreichischen Bundeskanzler Christian Kern und Teilnahme am Treffen der deutschsprachigen Wirtschaftsminister |
| 21. Oktober           | Oslo ( Norwegen)                           | Teilnahme am informellen Treffen der Handelsminister zu den aktuellen WTO-Verhandlungen sowie Treffen mit der norwegischen Premierministerin Erna Solberg                                                                             |
| 2. November           | Berlin ( Deutschland)                      | Treffen mit der deutschen Bundeskanzlerin Angela Merkel und dem deutschen Bundespräsidenten Joachim Gauck |
| 3. November           | Mexiko-Stadt ( Mexiko)                     | Staatsbesuch; u. a. Treffen mit dem mexikanischen Präsidenten Enrique Peña Nieto |
| 26. und 27. November  | Antananarivo ( Madagaskar)                 | Teilnahme am Gipfel der Internationalen Organisation der Frankophonie |
| 28. November          | Kuwait ( Kuwait)                           | Staatsbesuch; u. a. Treffen mit dem kuwaitischen Emir Sabah al-Ahmad al-Dschabir as-Sabah und dem kuwaitischen Premierminister Dschabir Mubarak al-Hamad as-Sabah                                                                     |